# Battaglia di Tanagra (426 a.C.)
La battaglia di Tanagra fu una battaglia della Guerra del Peloponneso nel 426 a.C. combattuta tra Atene e Tanagra. Essa è raccontata da Tucidide nel terzo libro della Guerra del Peloponneso.
Nel 426 a.C. Atene inviò una flotta forte di 60 navi e 2000 opliti all'isola di Milo, al comando di Nicia. Milo aveva rifiutato di unirsi alla Lega Delio-Attica e così fece anche mentre gli ateniesi depredavano l'isola. Gli ateniesi comunque non conquistarono l'isola, ma invece navigarono fino a Oropos sulla costa della Beozia.
Gli opliti sbarcarono sulla spiaggia e marciarono verso Tanagra, dove furono raggiunti dall'esercito principale ateniese che aveva marciato da Atene al comando di Hipponicus e Eurymedon. Depredarono le campagne e il giorno successivo sconfissero un esercito combinato di tanagresi e tebani, ma ritornarono ad Atene dopo la vittoria.
Secondo Diogene Laerzio, la battaglia vide la partecipazione del filosofo Antistene, che vi si mise in luce e fu per questo lodato da Socrate.